# Ploceus reichardi
El tejedor de Reichard (Ploceus reichardi) es una especie de ave paseriforme de la familia Ploceidae propia de zonas pantanosas en el suroeste de Tanzania y nor-este de Zambia.
A veces el Ploceus ruweti de la República Democrática del Congo es tratado como una subespecie de esta ave.